# Hansjörg Schneider
Hansjörg Schneider (Aarau, 27 marzo 1938) è uno scrittore drammaturgo svizzero.
Dopo aver frequentato le scuole a Zofingen si iscrive alla università di Basilea dove si laurea nel 1966 e dove vive tuttora.
I suoi romanzi - tutti in lingua tedesca - vengono pubblicati a partire dagli anni 70 e nel 1993 compare per la prima volta il Commissario Hunkeler protagonista di una fortunata serie che ha ispirato anche alcuni film per la televisione.
In italiano si trovano solo alcune indagini del commissario Hunkeler pubblicate dalla casa editrice svizzera Edizioni Casagrande.